# Melekeok
Melekeok är en delstat och en stad i Palau i västra Stilla havet. Melekeok ligger på ön Babeldaobs östkust i Palau. Huvudstaden Ngerulmud ligger i denna delstat.
Delstaten, som är en av Palaus sexton, har en yta på 28 km² och är belägen mellan delstaten Ngchesar i söder och Ngiwal i norr. Melekeok är indelad i sju byar: Melekeok, Ertong, Ngeburch, Ngeremecheluch, Ngermelech, Ngerubesang och Ngeruling.
Staden Melekeok är centrum i delstaten med samma namn. Staden blev landets huvudstad den 7 oktober 2006 och ersatte då Koror. Orten hade tillsammans med kringliggande byar 391 invånare enligt folkräkningen 2005. Det gör Melekeok till världens befolkningsmässigt minsta huvudstad.
I området finns Palaus och även hela Mikronesiens största insjö, Ngardoksjön, på 493 hektar, i vilken en liten population deltakrokodiler återfinns. Sjön är ett naturreservat.

## Historia
Melekeok har en lång historia såsom maktcentrum i Palau. Staden förstördes av japansk militär under andra världskriget. År 1992 återuppbyggdes de traditionella husen som förstörts under kriget.